# Dularjeva ulica, Novo mesto
Dularjeva ulica je ena od ulic v Novem mestu. Imenuje se po pisatelju, pesniku in muzealcu Jožetu Dularju. Dularjeva ulica je slepa ulica na območju stanovanjskega naselja Brod-Drage. Poteka južno ter vzporedno s Komeljevo ulico.